# Kris Lemche
Kristopher Lemche (Brampton, Ontario; 1 de junio de 1978) es un actor canadiense conocido por sus actuaciones en Destino final 3, La femme Nikita, Joan de Arcadia y Feroz 2.

## Biografía
Kris Lemche nació en Brampton, en la región de Ontario, Canadá, hijo de una maestra y de un empresario. Tiene tres hermanos, él es el mayor de ellos.
Originalmente Kris quería ser médico, pero pronto se dio cuenta de que la actuación era su mayor pasión.
Cuando llegó a la adolescencia ingresó en la escuela Mayfield School of Arts para aprender arte pero lo dejó para comenzar su carrera como actor. También debido a su carrera en el mundo de la actuación no llegó a ingresar en la universidad para estudiar bioquímica.

## Carrera
A los 14 años empezó la carrera de Kris como actor, un verano Kris estaba trabajando como socorrista cuando llamó para un hacer una audición para la serie norteamericana de Disney Flash Forward. Desde ese momento las cosas fueron muy rápidas para Kris.
Dejó Brampton para trabajar en Isla del Príncipe Eduardo con la CBC, un período durante el que trabajó en la serie Emily of New Moon. Este papel no sólo le dio un premio Gemmini, sino que le valió para que muchos directores se fijaran en él, llegando a viajar a distintas zonas del planeta para grabar series de televisión como Newton: A Tale of two Isaacs en Dublín, Teen Knight en Rumania o Joan of Arc en Praga.
En 1998 apareció en la serie de televisión La Femme Nikita: en 1 episodio de la 2ª temporada, "Fuzzy Logic"; en 3 episodios de la 3ª temporada —"Outside The Box" "Any Means Necessary" "Three Eyed Turtle"—; y en el último episodio de la serie (quinta temporada), "A Time For Every Purpose".
A partir de 2000 fue cuando Kris comenzó a tener más reconocimiento apareciendo así en la película Ginger Snaps.
En 2004, Kris se hizo con el papel de una de las encarnaciones de Dios en la serie Joan de Arcadia.
En 2006, se mudó a Los Ángeles para actuar en la película que ha hecho que se le conozca a nivel mundial, Destino final 3, donde interpretaba a un chico gótico, Ian McKinley, muy escéptico y novio de Erin Ulmer, interpretada por Alexz Johnson
En 2007, Kris ha aparecido en la serie de televisión Ghost Whisperer, junto con Jennifer Love Hewitt.

## Filmografía
Películas
- Teen Knight (1998) ................... Peter.
- Johnny (1999) ........................ Sean.
- eXistenZ (1999) ...................... Noel Dichter.
- Ginger Snaps (2000) .................. Sam.
- Saint Jude (2000) .................... Gabe.
- Knockaround Guys (2001) .............. Decker.
- My Little Eye (2002) ................. Rex.
- The Last Casino (2003) ............... Scott.
- A Simple Curve (2005) ................ Caleb.
- State´s Evidence (2006) .............. Patrick.
- Destino final 3 (2006) ............... Ian McKinley.
- Jack Rabbit (2006) ................... Darien De Callo.
- Rosencrantz and Guildenstern are Undead  (2008) .... Vince/Hamlet

Series de televisión
- Flash Forward (1996) ...... Zed Goldhawk.
- Goosebumps (1996)
- Newton: A Tale of Two Isaacs (1997)...... Humphrey Newton.
- La Femme Nikita (1998, 1999, 2000).... Greg Hilinger.
- Emily of New Moon (1998) ................ Perry Miller.
- Joan of Arc (1999) ..................... Emile.
- Children of Fortune (2000) .............. Shane Roberson.
- Bailey's Mistake (2001) ................. Malachy.
- My Guide to Becoming a Rock Star (2002).. Lucas Zank.
- Joan de Arcadia (2004) .................. Encarnación de Dios.
- The Last Casino (2004) .................. Scott.
- Criminal Minds..............Eddy
- Psych (2007) ............................ Brandon Peterson.
- Ghost Whisperer (2007) .................. Fantasma / Scott.
- The Mist (2017) ...............T1:E2